# Tricarinodynerus anceps
Tricarinodynerus anceps är en stekelart som först beskrevs av Giovanni Gribodo 1891.
Tricarinodynerus anceps ingår i släktet Tricarinodynerus och familjen Eumenidae.

## Underarter
Arten delas in i följande underarter:
- Tricarinodynerus anceps albofasciatus
- Tricarinodynerus anceps totoniger